# Сосновые змеи
Сосновые змеи, или гоферовые змеи (лат. Pituophis ) — род змей из семейства ужеобразных, обитающих в Северной Америке.

## Описание
Общая длина представителей этого рода колеблется от 1 до 2,5 м. Голова относительно небольшая по сравнению с телом, она лишь немного шире шеи. Ростральный щиток увеличен и удлинён, что придаёт голове характерную несколько заострённую форму.  У всех представителей рода надгортанник тонкий, прямой и гибкий. Когда поток воздуха вытесняется из трахеи, надгортанник вибрирует создавая необычайно громкое хриплое шипение. У видов, встречающихся в США, в наличии четыре предлобных щитка вместо обычных двух.
Окраска обычно коричневатая, желтоватая или красноватая с крупными поперечными пятнами, однако у разных видов пятна могут сливаться с основным тёмным или светлым фоном.

## Образ жизни
Населяют засушливые песчаные или каменистые места, сосновые леса и редколесья, встречаются от побережья до горных хребтов. Хорошо лазают, однако на деревья забираются обычно только в поисках пищи. Встречаются на высоте до 2500 м над уровнем моря. Питаются различными мелкими млекопитающими, гоферами, но не брезгуют и птицами. Большую часть жизни проводят в норах грызунов. В зимнее время впадают в спячку, которая длится в зависимости от места проживания от 1 до 4 месяцев.

## Размножение
Это яйцекладущие змеи. Самки откладывают до 30 яиц.

## Распространение
Обитают в Мексике, юге и западе США и западе Канады.

## Классификация
На сентябрь 2018 года в род включают 7 видов:
- Pituophis catenifer Blainville, 1835 — Береговая гоферовая змея
- Pituophis deppei (Duméril, 1853)
- Pituophis insulanus (Klauber, 1853)
- Pituophis lineaticollis (Cope, 1861) — Сосновая змея Копа
- Pituophis melanoleucus (Daudin, 1803) — Обыкновенная сосновая змея
- Pituophis ruthveni Stull, 1929
- Pituophis vertebralis (Blainville, 1835)

## Галерея

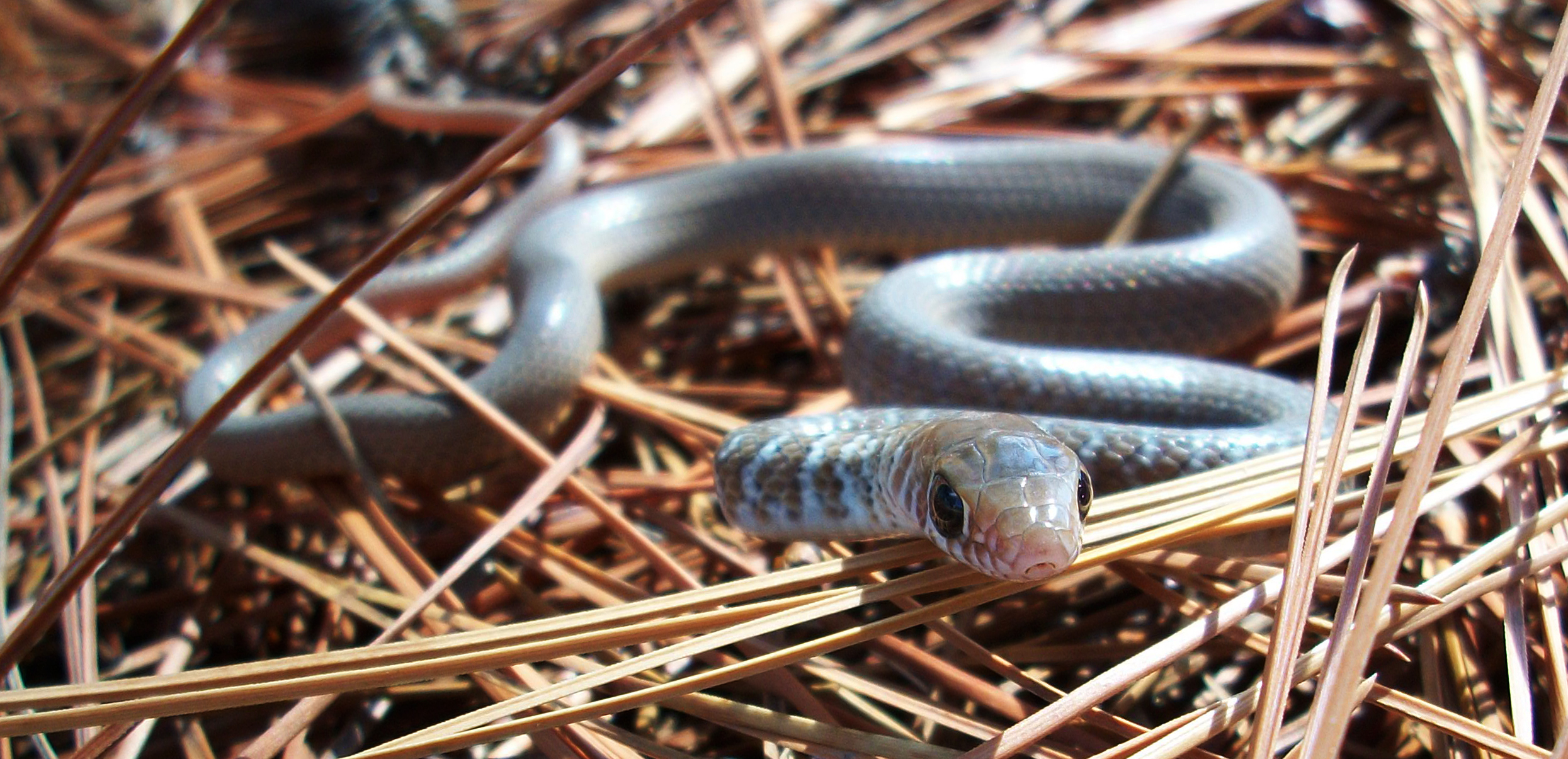
Pituophis deppei
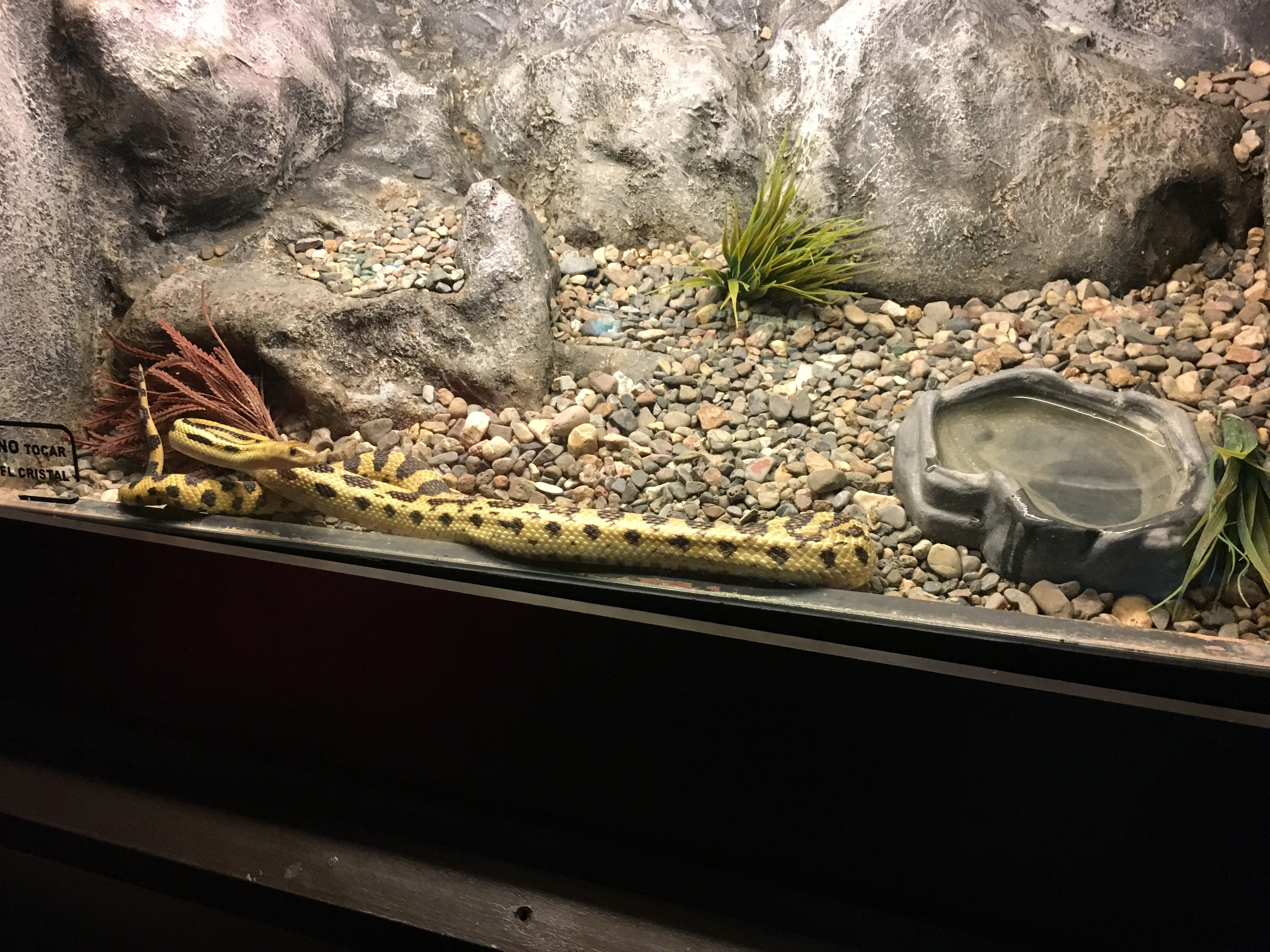
Сосновая змея Копа
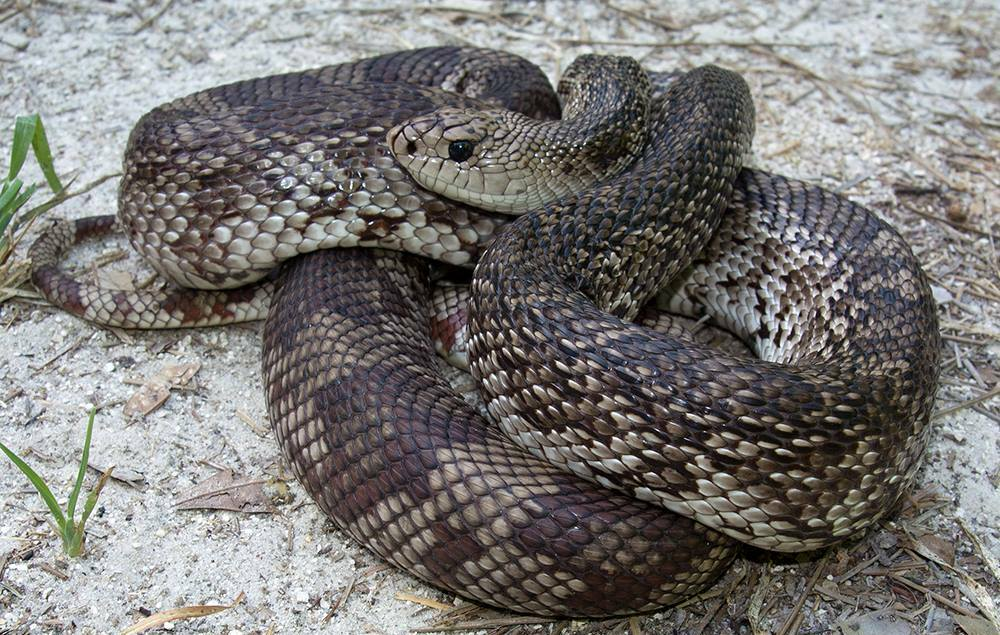
Обыкновенная сосновая змея
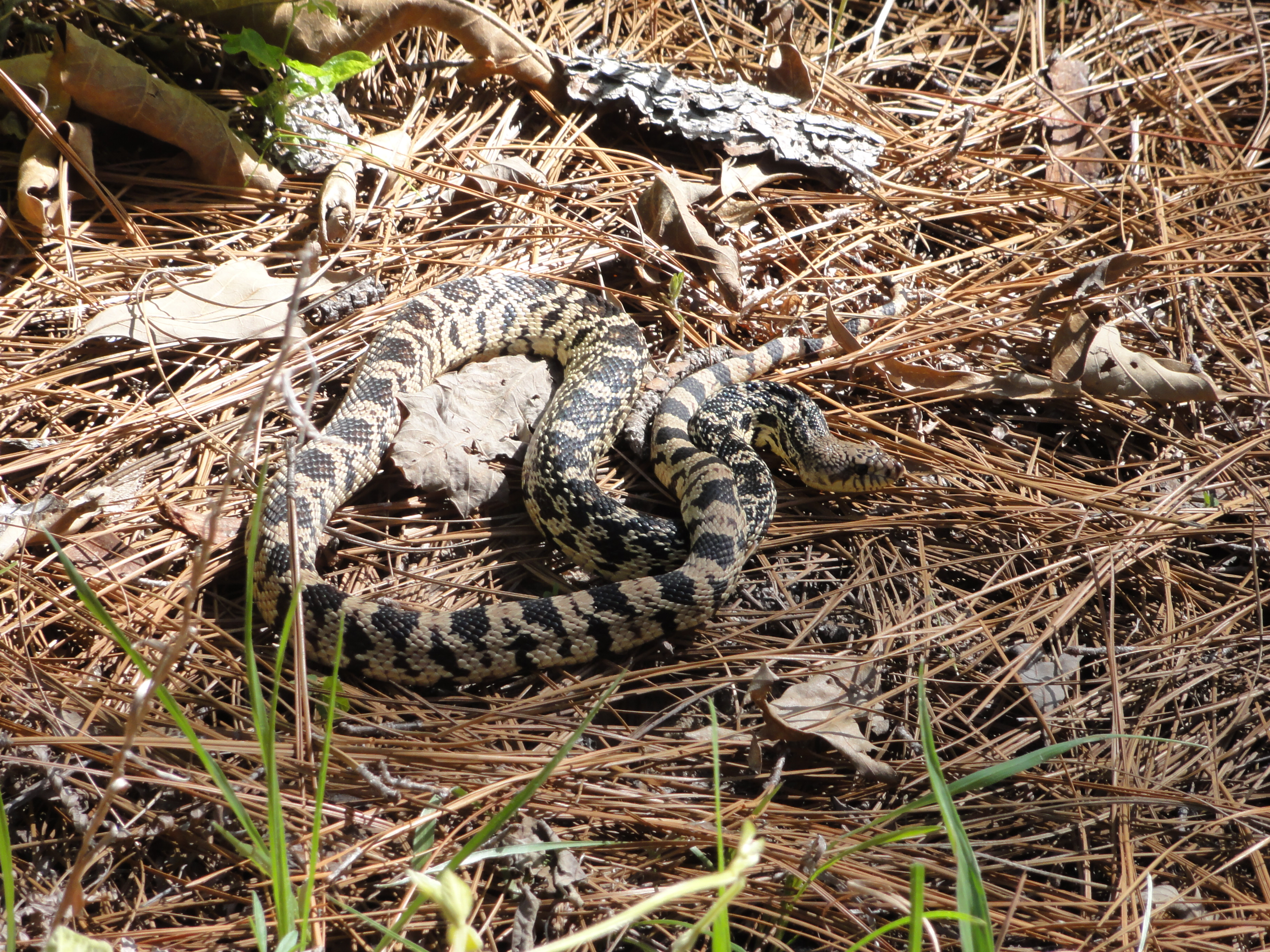
Pituophis ruthveni